# Krupiczer Antal
Krupiczer Antal (Kapnikbánya, 1944. február 28. – Sóstóhegy, 2009. szeptember 20.) romániai magyar szobrásznűvész.

## Életpályája
1962–1966 között az aradi Faszobrászati Iskola hallgatója volt; mesterei: Oradean Teodor, Véső Ágoston és Tőrös Gábor voltak. 1980-ig Vida Géza szobrászművész műtermében tanult és dolgozott. 1980-ban műtermet nyitott Nagybányán, amelynek udvarán szabadtéri szoborkiállítást rendezett 25 nagyméretű szobrából. 1988-tól Nyíregyházán élt.
Monumentális plasztikákat, modern szobrokat, szobrászati architektúrákat és kisplasztikákat készített.

## Köztéri művei
- Mechanizmus (Nyíregyháza, 1990)
- Magyarok hangja (1991)
- Emlék (1991)
- '56-os kopjafa (Nagyecsed, 1991)
- Erdész emlékmű (Baktalórántháza, 1992)
- Ecsedi láp emlékműve (Nagyecsed, 1993)
- Born Ignác (Zalaegerszeg, 2003)
- Péceli Béla (Zalaegerszeg, 2008)

## Kiállításai
| - 1968, 1980, 1986 Nagybánya - 1976 Bukarest - 1987 Köln - 1989 Mátészalka - 1990, 1995 Nyíregyháza - 1994 Székesfehérvár - 1995 Vaja, Stockholm, Montréal - 1996 Budapest - 1997 Debrecen, Stockholm | - 1975-1976 Makó - 1980 Bukarest - 1991 Budapest - 1992, 1995, 1997 Debrecen - 1993-1999 Nyíregyháza |

## Díjai
- Országos Szobrászati I. díj (1976)
- Nagybányai Művésztelep Szobrászati I. díja (1982)
- ARTIS Szövetség I. díja (1987)